# Johan Henric Kellgren

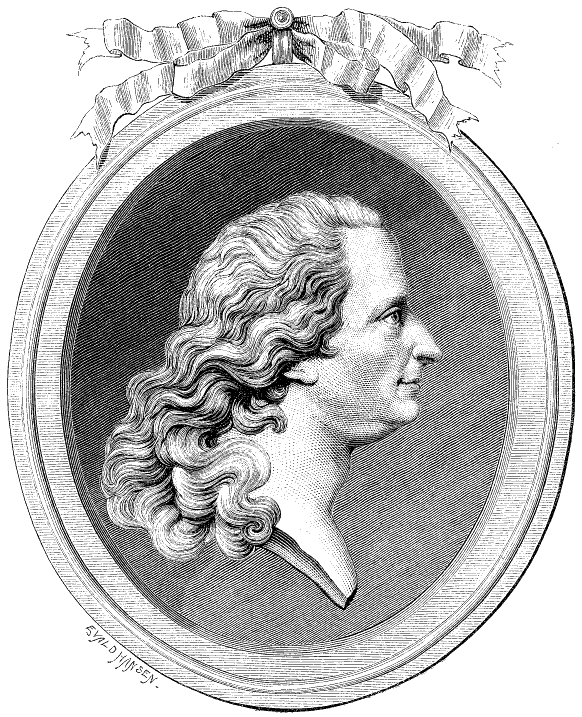
Johan Henric Kellgren

Johan Henric Kellgren (1 december 1751 - 20 april 1795) was een Zweeds dichter, criticus en redacteur. 
Kellgren werd geboren in Floby in Västergötland, als zoon van dominee Jonas Kellgren. Hij studeerde aan de Koninklijke Academie van Turku, waar hij in 1774 ook docent in de eruditie werd. Later verhuisde hij naar Stockholm, waar hij het tijdschrift Stockholms-Posten oprichtte. Vanaf 1780 werd hij de bibliothecaris van koning Gustaaf III van Zweden en werd diens privésecretaris in 1785. In 1786 werd hij, op vraag van de koning, lid van de pas opgerichte Zweedse Academie, op zetel 4.
Kellgren stierf in 1795 in Stockholm. Hij was nooit getrouwd, maar was op een zeker ogenblik de minnaar van actrice Fredrica Löf.